# Engelbert Kaempfer
Engelbert Kaempfer (16 de septiembre de 1651 - 2 de noviembre de 1716) fue un naturalista germano, explorador y médico.

## Primeros años
Nace en Lemgo en el principado de Lippe, Westfalia, donde su padre era pastor protestante. Estudia en Hameln, Lüneburg, Hamburgo, Lübeck y en Danzig (Gdansk), para graduarse de Ph.D. en Cracovia, permaneciendo cuatro años en Königsberg, Prusia, estudiando Medicina e Historia Natural.

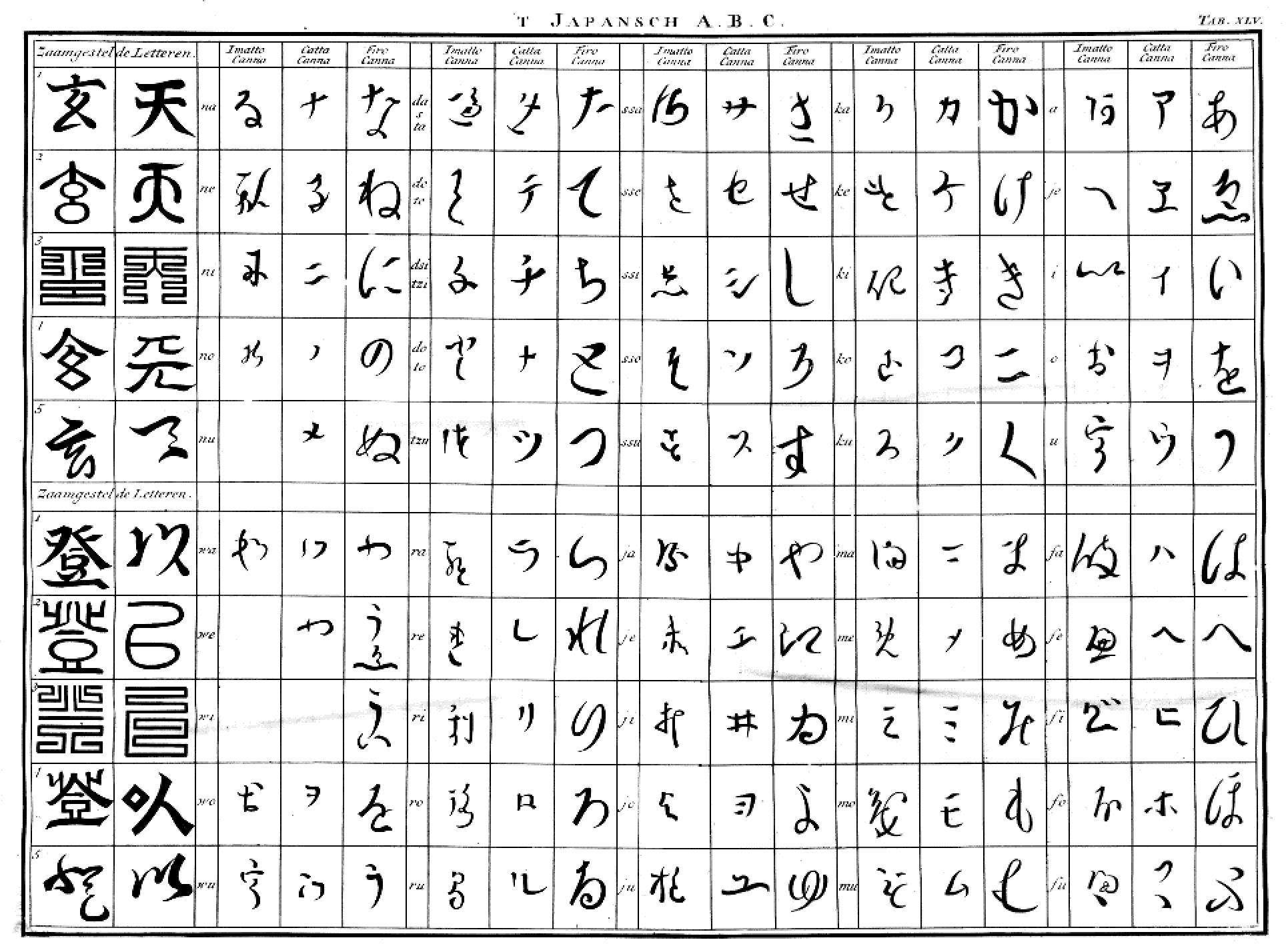
"Alfabeto japonés" por Engelbert Kaempfer, 1690-1693

## Viajes

### Persia
En 1681, visita Upsala en Suecia, donde se le ofrece asentarse; pero él desea seguir viaje; será secretario de Embajada, donde Carlos XI lo envía a Rusia y al Imperio persa en 1683. Llega a Persia vía Moscú, Kazán y Astracán, navegando a Nizabad en Daguestán luego de un viaje por el mar Caspio; va de Shemakha en Shirvan para explorar la península de Bakú, siendo quizás el primer científico europeo en visitar esos campos de fuego eternos. En 1684 arriba a Isfahán, luego capital de Persia. Cuando luego de una estadía de más de un año, la Embajada de Suecia le prepara el retorno, pero Kaempfer se une a la flota de la Compañía Holandesa de las Indias Orientales en el Golfo Pérsico como cirujano jefe, y a consecuencia de una fiebre contagiada en Bander Abbasi halla la oportunidad de ver algo de Arabia y mucho de las tierras costeras occidentales de India.

### Japón

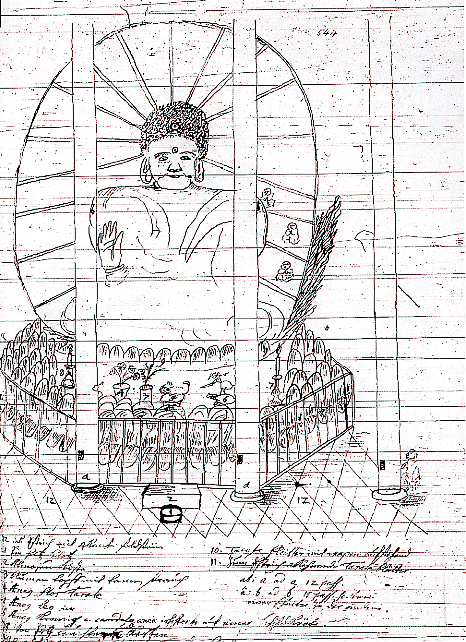
Bosquejo de Kaempfer de Kyoto Daibutsu

En septiembre de 1689, llega a Batavia; quedándose el siguiente invierno estudiando la Historia natural javanesa, y en mayo de 1690 se va rumbo a Japón como médico de la Legación Diplomática, enviado anualmente a ese país por los holandeses. En ruta a Japón, su barco toca Siam, cuya capital visita; registrando su encuentro con el ministro plenipotenciario siamés en Francia, Kosa Pan. En septiembre de 1690 arriba a la costa de Nagasaki, el único puerto japonés abierto a los extranjeros.
Kaempfer permanece dos años en Japón, durante los cuales visita dos veces Edo y al Shōgun Tokugawa Tsunayoshi. Visitará a los monjes budistas de Nagasaki en febrero de 1691, siendo el primer científico occidental en describir la especie arbórea Ginkgo biloba L. 1771- en una época donde sus colegas aseguraban que todas las especies de Ginkgo estaban extintas. Compra su semilla y las plantará a su regreso en el jardín botánico de Utrecht, donde aún hoy se pueden admirar. Durante su estancia en Japón, su tacto, diplomacia y saberes médicos le abrieron la clásica reserva cultural de los japoneses, brindándole mucha y valiosa información. En noviembre de 1692 deja Japón y parte a Java.

### Retorno a Europa
Con diez años afuera, Kaemfper vuelve a Europa en 1693, atracando en Ámsterdam. Y será galardonado con un grado médico por parte de la Universidad de Leiden.
Kaempfer se asienta en su nativa ciudad de Lemgo, para ser médico del Conde de Lippe. En Alemania publica el libro Amoenitatum exoticarum (Lemgo, 1712) donde muestra una ilustración de una camelia e introduce 23 variedades. Fue muy notable en sus descripciones de la anguila eléctrica (Electrophorus electricus), la acupunctura, y la moxibustión. Realiza descripciones sistemáticas del té (así como de otras plantas de Japón), cuyas nomenclaturas serían adoptadas por Linnaeus.
En 1716, Kaempfer fallece en Lemgo.

## Manuscritos
Para la muerte de Kaempfer la mayoría de sus manuscritos no estaban publicados, siendo adquiridos por Sir Hans Sloane, y enviados a Inglaterra. Además estaba una Historia de Japón, traducido del manuscrito al inglés por J.Scheuchzer (1684-1738) y publicados en Londres, en 2 vols., en 1727. La versión original germana: "Heutiges Japan", nunca se publicó, siendo sus versiones tomadas del inglés. Además de la historia de Japón, el texto contiene la descripción del estado del país en lo político, social, y físico, en el siglo XVII. Durante más de un siglo se constituyó como la fuente principal de información para el lector general, y aún no ha quedado totalmente obsoleta. Sus manuscritos originales se guardan en el British Museum. La mayoría se han publicado desde 2001:
- Engelbert Kaempfer, obra. Kritische Ausgabe in Einzelbänden. Herausgegeben von Detlef Haberland, Wolfgang Michel, Elisabeth Gössmann.
- Vol 1/1 Engelbert Kaempfer: Heutiges Japan. Herausgegeben von Wolfgang Michel und Barend J. Terwiel. 2001. [xiv, 779 pp. 93 ils. Traducción de sus manuscritos "British Library London", Ms Sl 3060, reproducción de dibujos, index]
- Vol 1/2 Engelbert Kaempfer: Heutiges Japan. Herausgegeben von Wolfgang Michel und Barend J. Terwiel. 2001 [vii, 828 pp., 56 ils.] [Extensamente commentados por Michel de sus manuscritos y dibujos, colaboradores japoneses y occidentales, contexto de investigación de Kaempfer, sus colecciones japonesas, etc. incluyendo la bibliografía] ISBN 3-89129-931-1
- Vol 2 Briefe 1683-1715.- Múnich: Iudicium Verl., 2001. ISBN 3-89129-932-X
- Vol 3 Zeichnungen japanischer Pflanzen. – München: Iudicum Verl., 2003. ISBN 3-89129-933-8
- Vol 4 Engelbert Kaempfer in Siam. – Múnich: Iudicum Verl., 2003. – ISBN 3-89129-934-6
- Vol 5 Notitiae Malabaricae. – Múnich: Iudicum Verl., 2003. ISBN 3-89129-935-4
- Vol 6 Russlandtagebuch 1683. – Múnich: Iudicum Verl., 2003. ISBN 3-89129-936-2

## Obra
- Exercitatio politica de Majestatis divisione in realem et personalem, quam […] in celeberr. Gedanensium Athenaei Auditorio Maximo Valedictionis loco publice ventilendam proponit Engelbertus Kämpffer Lemgovia-Westphalus Anno MDCLXXIII d. 8. Junii h. mat. Dantisci [=Danzig], Impr. David Fridericus Rhetius.
- Disputatio Medica Inauguralis Exhibens Decadem Observationum Exoticarum, quam […] pro gradu doctoratus […] publico examini subjicit Engelbert Kempfer, L. L. Westph. ad diem 22. Aprilis […] Lugduni Batavorum [Leiden], apud Abrahanum Elzevier, Academiae Typographum. MDCXCIV.
- Amoenitatum exoticarum politico-physico-medicarum fasciculi v, quibus continentur variae relationes, observationes & descriptiones rerum Persicarum & ulterioris Asiae, multâ attentione, in peregrinationibus per universum Orientum, collecta, ab auctore Engelberto Kaempfero. Lemgoviae, Typis & impensis H.W. Meyeri, 1712.
- The History of Japan, giving an Account of the ancient and present State and Government of that Empire; of Its Temples, Palaces, Castles and other Buildings; of its Metals, Minerals, Trees, Plants, Animals, Birds and Fishes; of The Chronology and Succession of the Emperors, Ecclesiastical and Secular; of The Original Descent, Religions, Customs, and Manufactures of the Natives, and of thier Trade and Commerce with the Dutch and Chinese. Together with a Description of the Kingdom of Siam. Escrito en holandés culto por Engelbertus Kaempfer, M. D. médico de la Embajada de Holanda a la Corte del Emperador; traducido del manuscrito original, nunca antes impreso, por J.G. Scheuchzer, F.R.S. y un miembro del Colegio de Médicos, Londres. Con la vida del Autor, e Introducción. Ilustrado con muchas planchas de cobre. Vol. I/II. Londres: impreso por el Traductor, MDCCXXVII.
- Kaempfer, Engelberts Weyl. D. M. und Hochgräfl. Lippischen Leibmedikus Geschichte und Beschreibung von Japan. Aus den Originalhandschriften des Verfassers herausgegeben von Christian Wilhelm Dohm [..]. Erster Band. Mit Kupfern und Charten. Lemgo, im Verlage der Meyerschen Buchhandlung, 1777; Zweyter und lezter Band. Mit Kupfern und Charten. Lemgo, im Verlage der Meyerschen Buchhandlung, 1779
- Engelbert Kaempfer: 1651 - 1716. Seltsames Asien (Amoenitates Exoticae). In Auswahl übersetzt von Karl Meier-Lemgo, Detmold 1933
- "Engelbert Kaempfer: Am Hofe des persischen Großkönigs (1684-1685)" Ed. Walther Hinz, Stuttgart 1984
- Engelbert Kaempfer: Der 5. Faszikel der "Amoenitates Exoticae" - die japanische Pflanzenkunde. Herausgegeben und kommentiert von Brigitte Hoppe und Wolfgang Michel-Zaitsu. Hildesheim/Zuerich/New York: Olms-Weidmann, 2019.

## Honores

### Epónimos
Género
- (Zingiberaceae) Kaempferia L.[2]

Especies
- (Anacardiaceae) Rhus kaempferi Sweet[3]
- (Aristolochiaceae) Aristolochia kaempferi Willd.[4]
- (Aristolochiaceae) Isotrema kaempferi (Willd.) H.Huber[5]
- (Asteraceae) Farfugium kaempfer] Benth.[6]
- (Asteraceae) Ligularia kaempferi Siebold & Zucc.[7]
- (Asteraceae) Senecio kaempferi DC.[8]
- (Berberidaceae) Berberis kaempferi Hort. ex Lavallée[9]
- (Bignoniaceae) Catalpa kaempferi Siebold & Zucc.[10]
- (Cucurbitaceae) Platygonia kaempferi Naudin[11]
- (Ericaceae) Rhododendron kaempferi Planch.[12]
- (Iridaceae) Iris kaempferi Siebold ex Lem.[13]
- (Lamiaceae) Clerodendrum kaempferi Fisch. ex C.Morren[14]
- (Lamiaceae) Volkameria kaempferi Jacq.[15]
- (Loranthaceae) Loranthus kaempferi (DC.) Maxim.[16]
- (Moraceae) Broussonetia kaempferi Siebold[17]
- (Pinaceae) Abies kaempferi Lindl.[18]
- (Vitaceae) Vitis kaempferi K.Koch[19]

- La abreviatura «Kaempf.» se emplea para indicar a Engelbert Kaempfer como autoridad en la descripción y clasificación científica de los vegetales.[20]